# Phryneta aurocincta
Phryneta aurocincta es una especie de escarabajo longicornio de la subfamilia Lamiinae. Fue descrita científicamente por Gory en 1831.
Se distribuye por Benín, Burkina Faso, Camerún, Costa de Marfil, Gabón, Gambia, Guinea, Malí, Níger, Nigeria, Uganda, República Centroafricana, República Democrática del Congo, República del Congo, Senegal, Sierra Leona, Sudán, Tanzania y Togo. Posee una longitud corporal de 22-34 milímetros. El período de vuelo de esta especie ocurre en los meses de mayo, julio, agosto y septiembre.
Phryneta aurocincta se alimenta de plantas y arbustos de la familia Moraceae como la especie Ficus thonningii del género Ficus.